# Kapitalisme
Kapitalisme er et økonomisk produktionssystem, hvor ejendomsretten til produktionsmidlerne er privat, og hvor forbrugsgoder, arbejdskraft og kapital købes og sælges på et marked. Under kapitalismen er ejerskabet af arbejdskraft og kapital typisk adskilt. Kapitalejerne har - enten direkte som driftsherrer eller indirekte via udlån til disse - ejendomsret til produktionen, og overskuddet ved salget herfra (profitten) tilfalder dem, mens arbejdskraften betales med en forud fastsat arbejdsløn. Dermed varetages investeringsbeslutninger og beslutninger vedrørende produktion af varer og tjenester af ejerne af produktionsmidlerne (kapitalisterne), som også leder og fordeler arbejdet under produktionsprocessen. Prisfastsættelsen af varer og tjenester beror på konkurrenceforholdene på det pågældende marked og dermed af udbud og efterspørgsel. Prisen på det enkelte individs arbejdskraft (dvs. lønnen) fastsættes tilsvarende på arbejdsmarkedet som et resultat af udbud og efterspørgsel. Da produktionsmidlerne er privat ejet, tilfalder overskuddet fra produktionen  ejerne af produktionsmidlerne. 
Kapitalistiske træk har eksisteret i samfund langt tilbage i tiden. Som følge af den industrielle revolution tog udbredelsen især fart i løbet af det 19. og 20. århundrede, og kapitalismen er i dag i forskellige fremtrædelsesformer den globalt dominerende samfundsmodel.
Kapitalisme forveksles ofte med liberalisme, der imidlertid er en politisk ideologi, hvorimod kapitalismen er et økonomisk system.

## Etymologi
"Kapitalisme" kommer af ordet "kapital", der stammer fra latin: capitalis: "hovedsum", afledt af caput: hoved. Ordet "kapitalist" i betydningen kapitalejer er ældre end ordet "kapitalisme". "Kapitalist" er blevet brugt siden 1600-tallet, mens "kapitalisme" først er blevet anvendt fra midten af 1800-tallet. Den franske politiker Louis Blanc er den første kendte person, der har anvendt ordet i sin moderne betydning, hvilket han gjorde i 1850. På engelsk optræder det ifølge Oxford English Dictionary første gang i 1854 i romanen The Newcomes af forfatteren William Makepeace Thackeray. Fra 1860'erne blev ordet almindeligt udbredt. Oprindelig blev det primært anvendt af kritikere af kapitalismen, men efter 1. verdenskrig  er det blevet anvendt som en neutral beskrivelse for en samfundsøkonomisk organisationsform, der er præget af markedsøkonomi og privat ejendomsret.

## Historie
Selvom ordet først har været anvendt siden midten af 1800-tallet, er den organisationsform, som begrebet dækker over, langt ældre. Kapitalismen i sin moderne form anses normalt for at have vokset frem under renæssancen i Norditalien, Nederlandene og efterhånden navnlig England. I 1400-tallet og de følgende århundreder opstod her den såkaldte handelskapitalisme drevet af købmænd, der efterhånden nedbrød den gamle feudale samfundsstruktur og skabte et marked for omsætning af varer, arbejdskraft og kapital. Efterhånden blev denne udvikling yderligere understøttet af en mere avanceret finansiel infrastruktur. 
Med industrialiseringen, der startede i England i slutningen af 1700-tallet, fulgte den næste og meget vigtige fase i kapitalismens historie, nemlig industrikapitalismen.  I løbet af 1800- og 1900-tallet bredte denne sig over hele verden, så kapitalismen i forskellige varianter i dag er det globalt helt dominerende produktions- og samfundssystem. Blandt andet som følge af arbejderbevægelsens stigende politiske indflydelse blev i mange europæiske lande i 1900-tallet den såkaldte velfærdskapitalisme udviklet, der bl.a. bygger på statslig indgriben på forskellige måder i markedsøkonomien, til dels inspireret af den engelske økonom John Maynard Keynes' tanker. I de kommunistiske lande anført af Sovjetunionen eksisterede i en årrække et officielt alternativ til kapitalismen, der imidlertid brød sammen i slutningen af det 20. århundrede. Verdens næststørste land målt på værdien af den økonomiske produktion, Kina, er fortsat styret af et kommunistisk regime, men med landets stærke vægt på markedsøkonomiske principper karakteriseres det kinesiske system ofte som statskapitalistisk.

## Karakteristiske træk
Udover de to centrale kendetegn for kapitalistiske økonomier: Markedsøkonomi og privat ejendomsret, er de typisk karakteriseret ved stadig kapitalakkumulation som et resultat af virksomhedernes ønske om at maksimere deres profit. Det kapitalistiske system har været i stand til at skabe betydelig økonomisk vækst og dermed meget store stigninger i den materielle velstand i den vestlige del af verden; samtidig er det kendetegnet ved regelmæssigt tilbagevendende stagnationsperioder (lavkonjunkturer, som i nogle tilfælde kan udvikle sig til alvorlige økonomiske kriser).

## Arter af kapitalisme
Kapitalisme findes i en lang række variationer, hvor det varierer i hvilken udstrækning markedet er frit. De forskellige modeller divergerer blandt andet i graden af statens involvering i fastsættelse af priser, offentlig ejerskab af produktionsmidlerne, regulering og lovgivning vedrørende distribution og socialpolitik.
- Laissez faire-kapitalismen udgør et yderpunkt, hvor markedsøkonomien er helt ureguleret; den tidlige industrikapitalismes epoke i Storbritannien og andre vestlige lande nævnes ofte som et eksempel herpå
- Velfærdskapitalisme betegner eksempelvis moderne nordeuropæiske lande, der har opbygget velfærdsstater med et betydeligt offentligt engagement i samfundsøkonomien, samtidig med at de grundlæggende kapitalistiske principper om markedsøkonomi og privat ejendomsret til produktionsmidlerne er grundpillerne i den samfundsøkonomiske struktur
- Statskapitalisme betegner samfund, hvor staten spiller en afgørende samfundsøkonomisk rolle, f.eks. ved at eje størstedelen af produktionsapparatet, samtidig med, at produktionen og udvekslingen af varer og tjenester bygger på markedsøkonomiske principper. En række kommunistiske og tidligere kommunistiske lande som eksempelvis Kina omtales således ofte som statskapitalistiske.[7]
- Monopolkapitalisme betegner en samfundsform, hvor produktionen domineres af et mindre antal meget store virksomheder eller koncerner. Ejerskabet til produktionsmidlerne, eller i hvert fald kontrollen over dem, er i så fald koncentreret på ret få hænder, sådan at der i mange brancher er opstået monopollignende tilstande præget af virksomheder med markedsmagt. Kapitalismens iboende konkurrence mellem virksomheder og den ekspansionstrang, der ligger i kapitalakkumulationen, vil ifølge tankegangen bag monopolkapitalismen i kombination med stordriftsfordele efterhånden naturligt føre til en sådan tilstand, hvor konkurrencen atter vil blive begrænset[9]

## Kritik af kapitalismen
Kapitalismen som system er i tidens løb blevet udsat for kritik fra forskellig side. I 1800-tallet fremførte konservative ideologer, at kapitalismen nedbrød traditioner, moral og religion og opløste familierne. Arbejderne i industrialiseringens første periode protesterede mod udvidelser af arbejdstiden og de ringe sociale forhold, som de ofte levede under, hvilket sommetider gav sig udslag i modstand mod selve det nye produktionsapparat, maskinerne (maskinstormerne). De såkaldte utopiske socialister kritiserede liberalismens individualisering og konkurrence, udnyttelsen af arbejdskraften og den ulige fordeling af de enkelte samfunds rigdomme.
Karl Marx og Friedrich Engels formulerede en gennemgribende kritik af det kapitalistiske system i deres forskellige arbejder, ikke mindst Marx' værk Kapitalen. Deres arbejde inspirerede en række socialistiske og kommunistiske partier og bevægelser af forskellig slags i 1800- og 1900-tallet. 